# Индиан-Тауншип
Индиан-Тауншип (англ. Indian Township Reservation; на языке малесит-пассамакуоди Motahkomikuk) — индейская резервация, расположенная в юго-восточной части штата Мэн, США, является самой большой по площади резервацией штата. Одна из двух резерваций племени пассамакуоди, вторая — Плезант-Пойнт.

## История
В 1604 году деревни пассамакуоди посетил французский путешественник Самюэль де Шамплен. Французские католические миссионеры смогли обратить многих членов племени в христианство в XVIII век, а смешанные браки укрепили эти отношения. Всё это способствовало дружеским отношениям с французскими чиновниками в колониальный период и пассамакуоди стали верными союзниками Новой Франции. Стратегическое расположение племени во время колониальных войн и его удалённость от английских поселений позволили ему сохранить свою автономию и почти всю свою территорию до 1760 года.
После завершения Войны с французами и индейцами британцы стали претендовать на земли пассамакуоди и их поселения быстро распространились вдоль побережья будущего штата Мэн. Во время войны за независимость США пассамакуоди помогали американцам защищать свою восточную границу. Договор 1794 года между племенем и Содружеством Массачусетса определил границы резерваций пассамакуоди, в том числе, и Индиан-Тауншип. В следующем году этот договор был ратифицирован.

## География
Резервация расположена в центрально-восточной части округа Вашингтон, примерно в 21 км к северо-западу от города Калис и в 4 км к западу от американо-канадской границы.
Общая площадь резервации составляет 115,09 км², из них 97,22 км² приходится на сушу и 17,87 км² — на воду.

## Демография

### 2000 год
Согласно федеральной переписи населения 2000 года в резервации проживало 676 человек, насчитывалось 232 домашних хозяйства и 261 жилой дом. Плотность населения составляла 5,87 чел./км².  Расовый состав по данным переписи распределился следующим образом: 11,54 % белых, 83,43 % индейцев и 5,03 % представителей двух или более рас. Испаноязычные или латиноамериканцы любой расы составили 0,74 %. 61,89 % населения резервации считало английский язык родным и использовало его дома, 30,13 % — язык малесит-пассамакуоди и 7,98 % — другие языки.
Из 232 домашних хозяйств в 48,3 % — воспитывали детей в возрасте до 18 лет, 35,8 % — представляли собой совместно проживающие супружеские пары, в 23,3 % — проживали женщины-домохозяйки без мужа, и 28,9 % — не имели семей. 25 % домохозяйств состояли из одного человека, и в 7,8 % проживал один человек в возрасте 65 лет и старше.
Население резервации по возрастному диапазону распределилось следующим образом: 40,5 % — жители младше 18 лет, 9,8 % — от 18 до 24 лет, 30,2 % — от 25 до 44 лет, 14,3 % — от 45 до 64 лет, и 5,2 % — в возрасте 65 лет и старше. На каждые 100 женщин приходилось 107,4 мужчин.
Средний доход на одно домашнее хозяйство в индейской резервации составлял 23 125 долларов США, а средний доход на одну семью — 28 654 доллара. Мужчины имели средний доход в 21 696 долларов в год против 24 271 доллара среднегодового дохода у женщин.  Доход на душу населения в резервации составлял 10 808 долларов в год. Около 23 % семей и 24,6 % всего населения находились за чертой бедности, в том числе 22,5 % тех, кому ещё не исполнилось 18 лет, и 27,8 % старше 65 лет.

### 2020 год
В 2020 году в резервации проживало 760 человек. Расовый состав населения: белые — 10,7 %, коренные американцы (индейцы США) — 81,2 %, представители других рас — 0,9 %, представители двух или более рас — 7,2 %; испаноязычные или латиноамериканцы любой расы составили 2 %. Плотность населения составляла 6,6 чел./км².